# Reyesia juniperoides
Reyesia juniperoides là loài thực vật có hoa trong họ Cà. Loài này được (Werderm.) D'Arcy miêu tả khoa học đầu tiên năm 1978.